# 諸聖人の日
諸聖人の日（しょせいじんのひ、ラテン語: Sollemnitas Omnium Sanctorum、英: All Saints' Day）は、カトリック教会の祝日の一つで、全ての聖人と殉教者を記念する日。古くは「万聖節」（ばんせいせつ）と呼ばれていた。カトリック教会の典礼暦では11月1日。カトリック教会にかぎらず、聖公会や正教会などキリスト教の他の一部の教派でも「諸聖人の日」に相当する祝日・祭日を定めている教会があるが、呼び名や日付は必ずしも一致しない。

## 概説
カトリック教会の典礼暦では11月1日が諸聖人の日で、続く11月2日が死者の日となっている。死者の日は「万霊節」とも呼ばれていた。諸聖人の日は、かつては「守るべき祝日」の一つで、主日（日曜日）と同様、ミサにあずかるべき日とされていた。英語では、公式にはSolemnity of All Saints、また略してAll Saintsと呼ばれるほか、「オール・ハロウズ（All Hallows）」、「ハロウマス（Hallowmas）」とも表記される。
聖公会でも11月1日は「諸聖徒日」と位置づけられる祝日（ただし11月1日後の主日にこれを行ってもよい）であり、続く11月2日が「諸魂日」となっている。
プロテスタントの日本基督教団では、11月の第一日曜日は「聖徒の日」とされているが、カトリックや聖公会とは意味合いが異なり、聖人のためではなく亡くなった信徒たちのために祈る日になっている。
また、正教会は五旬祭後第1主日を「衆聖人の主日」（しゅうせいじんのしゅじつ、ギリシア語: Κυριακή των Αγίων Πάντων, ロシア語: День всех святых）として祝っているが、これは年ごとに復活大祭に合わせて祭日が変化する移動祭日であってしかも5月か6月にあたり、カトリックの「諸聖人の日」とは日付が大きく異なる。

## 歴史
一年のうちのある一日にすべての聖人と殉教者を祝う習慣が始まったのは4世紀ごろであった。もともとこの習慣はアンティオキアで始まったようである。アンティオキアではペンテコステのあとの最初の日曜日が諸聖人の祝日となっていた。金口イオアンの407年の説教の中にも諸聖人の祝日への言及がみられる。アンティオキアなど東方で行われていたこの習慣が、西欧に伝わったものが、諸聖人の日とされる。
カトリック教会における諸聖人の祝日の制定の起源に関しては、609年5月13日、教皇ボニファティウス4世が異教の神殿であったローマのパンテオンを聖母マリアと殉教者のためにささげ、それ以来5月13日が聖母と殉教者たちの祝い日となったという説がある。中世の研究者たちは、5月13日が古代のローマの宗教ではラミュレスといわれるさまよう死者の魂をなだめる日であったため、このラミュレスの日がキリスト教的に再解釈されて諸聖人の日になったと考えたが、現代ではこの説はあまり受け入れられていない。現代の研究者たちが有力と考えているのは、8世紀前半の教皇グレゴリウス3世がサン・ピエトロ大聖堂の中に使徒とすべての聖人・殉教者のための小聖堂をつくり、その聖堂の祝別の日が11月1日にうつされたことでやがて11月1日がすべての聖人と殉教者の日となったというものである。記録によれば、シャルルマーニュの時代にはすでに11月1日に諸聖人の祝いを行うことが一般化していたことがわかる。835年にはルイ敬虔王の布告によって、フランク王国の中で11月1日が守るべき祝日となっている。
その後、宗教改革者たちによってプロテスタントでは聖人への崇敬が廃止されたため、プロテスタント諸国では徐々に廃れていった。しかしスウェーデンでは、諸聖人の日は死者のために祈る日となることで存続した。
アイルランドや英国の習慣では諸聖人の日の前の晩は「ハロウ・イブ（Hallow Eve）」と呼ばれ、11月に精霊を祭る夜であった。19世紀になって、北アメリカに移住した移民によってアメリカ合衆国に持ち込まれた習慣が元になっているのが「ハロウィン（Halloween）」である。「ハロウィン」は「ハロウ・イブ」がなまったものである。アメリカ合衆国では現在、このハロウィンの方が盛大に開かれる。
なお、イギリスとカトリック諸国では諸聖人の祝日がその後も続いており、例えばポーランドでは11月1日と2日（死者の日）にサドゥスキーといってろうそくを持って墓参りをする習慣がある。ポーランドをはじめ伝統的にカトリック信徒の多い国では、いまも11月1日は国民の祝日になっている。ポルトガルでは宗教的儀式に参加したり墓参りをする習慣が、フランスではこの日に亡くなった親族のために花をささげる習慣がある。ディアダスブルカスとして知られるポルトガル式のハロウィンは4月30日の夜に行われているが、諸聖人の日との関連はない。